# 刘宏 (1967年)
刘宏（1967年7月—），男，中国人工智能学家，现任北京大学教授，博士生导师，北大深研院科研处处长，中国人工智能学会副理事长。主要研究方向为面向智能微系统的软硬件协同设计、计算机视觉与智能机器人、图像处理与模式识别。

## 生平
1990年和1993年分别获得计算机科学、学士和硕士学位；1996年获机电控制及自动化博士学位；1998年计算机科学博士后出站。1996年起在北京大学任教。